# Gemeentelijke herindelingsverkiezingen in Nederland 2003
De Gemeentelijke herindelingsverkiezingen in Nederland 2003 waren tussentijdse verkiezingen voor een Nederlandse gemeenteraad die gehouden werden op 19 november 2003.
Deze verkiezingen werden gehouden in negen gemeenten die betrokken waren bij een herindelingsoperatie die op 1 januari 2004 werd doorgevoerd.
De volgende gemeenten waren bij deze verkiezingen betrokken:
- de gemeenten Geldrop en Mierlo: samenvoeging tot een nieuwe gemeente Geldrop-Mierlo[1];
- de gemeenten Maasland en Schipluiden: samenvoeging tot een nieuwe gemeente Midden-Delfland[2];
- de gemeenten De Lier, 's-Gravenzande, Monster, Naaldwijk en Wateringen: samenvoeging tot een nieuwe gemeente Westland[2].

Door deze herindelingen daalde het aantal gemeenten in Nederland van 489 naar 483.